# Trym Brennsæter
Trym Brennsæter (Lørenskog, 26 maggio 2003) è un ciclista su strada norvegese che corre per la Tirol KTM Cycling Team.

## Palmarès
- 2021 (Juniores)

2ª tappa, 2ª semitappa Grand Prix Rüebliland (Birr > Birr, cronometro)
Classifica generale Grand Prix Rüebliland
3ª tappa, 1ª semitappa Saarland Trofeo (Brenschelbach > Altheim, cronometro)
Classifica generale Saarland Trofeo

## Piazzamenti

### Competizioni mondiali
- Campionati del mondo

Fiandre 2021 - Cronometro Junior: 10º
Fiandre 2021 - In linea Junior: 75º
Glasgow 2023 - In linea Under-23: 12º

### Competizioni continentali
- Campionati europei

Trento 2021 - In linea Junior: 19º
Drenthe 2023 - In linea Under-23: 50º